# Vincenzo Colli
Vincenzo Colli (* 22. September 1899 in Cortina d’Ampezzo; † 25. Juni 1961 in Belluno) war ein italienischer Skilangläufer.
Colli nahm im Jahr 1924 wie sein Bruder Enrico an den Olympischen Winterspielen in Chamonix teil. Dabei belegte er den 11. Platz über 50 km.